# Superstars of Wrestling
Superstars of Wrestling è stato uno show secondario della World Wrestling Federation che andò in onda tra il 1986 e il 2001 negli Stati Uniti d'America, proseguendo poi la messa in onda nel Regno Unito fino al 2003.
Durante questo show la WWE mostrava una sintesi dei match registrati per la trasmissione. In passato fu trasmesso in ordine di tempo da Italia 1 (fine anni ottanta), TELE+2 (primi anni novanta fino al 1993), di nuovo Italia 1 (1993-1994) e dall'emittente capitolina GBR nel 1995.

## Match titolati di rilievo disputati nel programma
Molti di questi passaggi di titolo furono trasmessi in tv solo parecchio tempo dopo l'effettiva disputa degli incontri. Dato che questi programmi venivano trasmessi prima dell'avvento di Internet, il precedente detentore del titolo spesso difendeva ancora la cintura di campione durante gli house show, nonostante tecnicamente non lo fosse più, in quanto nessuno era a conoscenza del passaggio di cintura fino a quando esso non veniva mostrato in televisione.
- The Hart Foundation sconfissero The British Bulldogs per il WWF World Tag Team Championship il 7 febbraio 1987 (match registrato il 26 gennaio 1987).
- The Honky Tonk Man sconfisse Ricky "The Dragon" Steamboat per il WWF Intercontinental Championship il 13 giugno 1987 (match registrato il 2 giugno 1987).
- Gli Strike Force (Rick Martel & Tito Santana) sconfiggono The Hart Foundation per il WWF World Tag Team Championship il 7 novembre 1987 (match registrato il 27 ottobre 1987).
- I Demolition sconfissero The Brain Busters (Arn Anderson & Tully Blanchard) per il WWF World Tag Team Championship il 4 novembre 1989 (match registrato il 2 ottobre 1989).
- The Colossal Connection (André the Giant & Haku) sconfissero i Demolition per il WWF World Tag Team Championship il 30 dicembre 1989 (match registrato il 13 dicembre 1989).
- Mr. Perfect sconfisse Tito Santana per il vacante WWF Intercontinental Championship il 19 maggio 1990 (match registrato il 23 aprile 1990).
- Mr. Perfect sconfisse Kerry Von Erich per il WWF Intercontinental Championship il 15 dicembre 1990 (match registrato il 19 novembre 1990).
- Diesel sconfisse Razor Ramon per il WWF Intercontinental Championship il 30 aprile 1994 (match registrato il 13 aprile 1994).

## Commentatori
- Vince McMahon, Jesse "The Body" Ventura, e Bruno Sammartino (6 settembre 1986)
- McMahon e Ventura (19 marzo 1988)
- McMahon e "Rowdy" Roddy Piper (25 agosto 1990)
- McMahon, Piper, e Jimmy Hart (solo per una settimana)
- McMahon, Piper, e Honky Tonk Man (8 novembre 1990)
- McMahon, Piper, e Randy "Macho Man" Savage (30 marzo 1991)
- McMahon e Curt "Mr. Perfect" Hennig (30 novembre 1991)
- McMahon e Bobby "The Brain" Heenan (brevemente, dopo che Mr. Perfect turnò face nel 1992)
- McMahon, Heenan e Jerry "the King" Lawler
- McMahon, Savage, e Lawler (11 dicembre 1992)
- McMahon e Lawler
- McMahon e Reo Rodgers (solo per una settimana)
- McMahon e Stan Lane
- McMahon e Johnny Polo
- McMahon e Dok Hendrix (15 aprile 1995)
- McMahon, Jim Ross, e Lawler
- McMahon, Ross, e Hennig (2 dicembre 1995)
- Ross e Hennig
- Ross e Jim Cornette (10 novembre 1996)

## Intervistatori
- "Mean" Gene Okerlund (1986-1993)
- Ken Resnick (1986-1987)
- Craig DeGeorge (1987-1988)
- Sean Mooney (1988-1993)
- Stan Lane (1993-1995)
- Todd Pettengill (1993-1997)